# Катастрофа Boeing 737 в Патне
Катастрофа Boeing 737 в Патне — крупная авиационная катастрофа, произошедшая 17 июля 2000 года. Авиалайнер Boeing 737-2A8 Advanced авиакомпании Alliance Air совершал плановый внутренний рейс CD7412 по маршруту Калькутта—Патна—Лакхнау—Дели, но при заходе на посадку в аэропорт Патны рухнул на землю в жилом районе города. Из находившихся на борту самолёта 58 человек (52 пассажира и 6 членов экипажа) выжили 3 (изначально было 7 выживших, но 4 из них позже скончались), также погибли ещё 5 человек на земле.
Причиной катастрофы была названа потеря управления из-за ошибок экипажа — при заходе на посадку пилоты перевели оба двигателя лайнера в режим холостого хода и выполнили несколько манёвров на большом тангаже. Когда самолёт подал сигнал предупреждения о сваливании, пилоты вместо процедуры вывода из сваливания начали выполнять процедуру ухода на второй круг и в итоге лайнер вошёл в уже фактическое состояние сваливания и рухнул на землю.

## Самолёт
Boeing 737-2A8 Advanced (регистрационный номер VT-EGD, заводской 22280, серийный 671) был выпущен в 1980 году (первый полёт совершил 29 мая). 18 июня того же года был передан авиакомпании Indian Airlines. 2 января 1997 года был взят в лизинг авиакомпанией Alliance Air. Оснащён двумя турбореактивными двигателями Pratt & Whitney JT8D-17A. На день катастрофы совершил 51 278 циклов «взлёт-посадка» и налетал 44 087 часов.
За 14 лет до катастрофы самолёт участвовал в другом авиационном происшествии. 15 января 1986 года экипаж рейса IC 529 попытался приземлиться в Тируччираппалли в условиях ниже погодных минимумов. Во время разворота крыло соприкоснулось со взлётной полосой из-за чрезмерного угла крена. Крыло было существенно повреждено, но находившиеся на борту лайнера 128 человек (6 членов экипажа и 122 пассажира) не пострадали.

## Экипаж и пассажиры
Экипаж рейса CD7412 был таким:
- Командир воздушного судна (КВС) — 35-летний Манджит С. Соханпал (англ. Manjit S. Sohanpal). Родился 2 мая 1965 года. Налетал 4361 час, 1778 из них на Boeing 737[7].
- Второй пилот — 31-летний Арвинд С. Багга (англ. Arvind S. Bagga). Родился 11 ноября 1968 года. Налетал 4085 часов, 3605 из них на Boeing 737[8].

В салоне самолёта работали четыре стюардессы:
- Сапна Ананд (англ. Sapna Anand),
- Пушпа Индер (англ. Pushpa Inder),
- Приянки Ньюар (англ. Priyanky Newar),
- Швета Хурана (англ. Shweta Khurana).

| Гражданство    | Пассажиры | Экипаж | Всего |
| -------------- | --------- | ------ | ----- |
| Индия          | 48        | 6      | 54    |
| Великобритания | 4         | 0      | 4     |
| Всего          | 52        | 6      | 58    |

## Хронология событий
Рейс CD7412 вылетел из Калькутты в 06:51 с 21-минутной задержкой. Его выполнял Boeing 737-2A8 Advanced борт VT-EGD, маршрут рейса из Калькутты в Дели с промежуточными посадками в Патне и Лакхнау, на его борту находились 6 членов экипажа и 52 пассажира).

## Спасательная операция
На борту самолёта погиб 51 человек — все 6 членов экипажа и 45 пассажиров. 7 пассажиров выжили, получив ранения (6 из них получили тяжёлые травмы); 4 из них впоследствии скончались. Также на земле погибли 5 человек и ещё 5 получили ранения. После удара о землю и последующего пожара лайнер полностью разрушился. На земле были разрушены два жилых дома (№ 6 и № 8) по улице Гардани Баг, а у дома № 9 (в другом жилом квартале по той же улице) была повреждена крыша.
Средства массовой информации прибыли на место катастрофы в течение часа, освещая в прямом эфире горящие обломки лайнера, спасательные работы и события по мере их развития. Публиковались и обсуждались рассказы очевидцев. Репортёры и телеведущие выдвигали теории о причинах катастрофы. Начали ходить слухи о том, что заставило исправный самолёт рухнуть на землю.
Пожарные прибыли на место катастрофы через 5-6 минут (хотя по рассказам очевидцев, они прибыли только через 15-20 минут). Толпа, быстро собравшаяся возле места падения самолёта, была неуправляемой и мешала спасательным работам (некоторые из очевидцев пытались забраться на машины спасательных служб). Контроля над толпой удалось добиться только после прибытия военной полиции и армии.
Скорая помощь аэропорта Патны проследовала к месту катастрофы вместе с пожарными. 2 раненых пассажира были доставлены в Медицинский колледж и больницу Патны, впоследствии была также задействована вторая машина скорой помощи из аэропорта для перевозки оставшихся раненых пассажиров. Вскоре прибыли машины скорой помощи других организаций, которые помогли вывезти всех раненых.

## Расследование
8 августа Министерство гражданской авиации Индии назначило комиссию по расследованию причин катастрофы рейса CD7412 во главе с маршалом авиации Филипом Раджкумаром (англ. Philip Rajkumar) из бангалорского Агентства развития авиации. Для помощи в расследовании в Индию были направлены представители компании «Boeing», Национального совета по безопасности на транспорте (NTSB) и Федерального управления гражданской авиации (FAA). Были проведены общественные слушания и было изучено 41 показание свидетелей катастрофы.

### Причины
Окончательный отчёт расследования был опубликован 31 марта 2001 года.
Согласно отчёту, причиной катастрофы стала потеря управления самолёта из-за ошибок экипажа. Пилоты не выполнили правильную процедуру захода на посадку, из-за чего лайнер на подходе к аэропорту Патны оказался на большей высоте, а его двигатели в это время оставались в режиме холостого хода; это привело к снижению скорости самолёта ниже допустимой на этапе захода на посадку. Затем пилоты выполнили манёвры с большим тангажем и быстро меняющимися углами крена, что привело к срабатыванию вибросигнализатора штурвала, указывающего на режим сваливания. Экипаж начал процедуру ухода на второй круг вместо процедуры выхода из сваливания и это стало причиной входа лайнера в режим сваливания, его потере управления и падению на землю.

### Комментарии
1. ↑  Здесь и далее используется Индийское стандартное время — IST